# Макаренко, Елена Николаевна
Елена Николаевна Макаренко (род. 26 июня 1967) — доктор экономических наук, профессор, ректор ФГБОУ ВО «Ростовский государственный экономический университет (РИНХ)» с 14 марта 2019 года.
Соавтор четырёх патентов и автор более 160 научных трудов и учебно-методических разработок, в том числе: 20 монографий (в соавторстве).

## Биография
Родилась 26 июня 1967 года.
В 1988 году окончила с отличием экономический факультет Чечено-Ингушский государственный университет им. Л. Н. Толстого (ЧИГУ им. Л. Н. Толстого, ныне Чеченский государственный университет) по специальности «Бухгалтерский учет и анализ хозяйственной деятельности в промышленности». В этом же вузе начала трудовую деятельность ассистентом кафедры экономики, организации и планирования производства.
В 1988 году поступила в очную аспирантуру Ростовского института народного хозяйства (РИНХ, ныне Ростовский государственный экономический университет) и в этом же году была принята на должность младшего научного сотрудника РИНХ. В 1991 году окончила аспирантуру, защитила кандидатскую диссертацию на тему «Полный арендный подряд как форма внутризаводского хозяйственного расчета: на примере вспомогательного и обслуживающего хозяйств» и в этом же году начала работу на кафедре бухгалтерского учета и анализа хозяйственной деятельности в промышленности в качестве ассистента РИНХ.
В 1995 году Елена Макаренко перешла на должность старшего преподавателя, а в 1996 году избрана на должность доцента. С 2008 года работала заместителем декана учетно-экономического факультета (УЭФ) по очной форме обучения. В 2011 году защитила докторскую диссертацию на тему «Система внутреннего и внешнего аудита в условиях МСФО и МСА». В феврале 2012 года была назначена исполняющей обязанности декана УЭФ, а в июле 2012 года избрана на должность декана УЭФ.
21 сентября 2018 года Елена Николаевна была назначена на должность первого проректора − проректора по учебной работе Ростовского государственного экономического университета. 24 января 2019 года назначена временно исполняющей обязанности ректора; 14 марта этого же года избрана на должность ректора. Приказом Министерства науки и высшего образования РФ утверждена в должности ректора ФГБОУ ВО «Ростовский государственный экономический университет (РИНХ)» с 11 июня 2019 года.
С 2012 года по настоящее время работает по совместительству в должности профессора кафедры бухгалтерского учета. Является членом Общественного совета при ГУ МВД России по Ростовской области. Также является членом научно-консультационных советов, экспертных советов и рабочих групп; член редколлегий журналов «Известия высших учебных заведений. Северо-Кавказский регион. Общественные науки» и «Учет и статистика».
Почётный работник высшего профессионального образования РФ (2011). В числе многих других наград: медаль Минобрнауки России «За безупречный труд и отличие» III степени (2021) и медаль ордена «За заслуги перед Ростовской областью» (2021).